# TEENS ROCK
全国高校生アマチュアバンド選手権「TEENS ROCK IN HITACHINAKA」（ティーンズ ロック イン ヒタチナカ）は2004年から茨城県ひたちなか市で毎年開催されている高校生のバンド選手権。

## 概要
「高校生のための高校生による音楽の祭典」をテーマに掲げ、高校生が企画・運営に携わっている。
優勝バンドには、毎年、国営ひたち海浜公園にて開催されるROCK IN JAPAN FESTIVALでのステージ演奏権と文部科学大臣賞が送られる。 主催は一般社団法人ひたちなか青年会議所。
2022年より全国各地で地区大会が開催され、そこでグランプリを獲得したバンドが本大会に出場するという新しい形になった。

## 歴史
| 開催年 | 開催年 | 最優秀賞（グランプリ）           | 優秀賞（準グランプリ）                     | 審査員特別賞                | オーディエンス賞         | 個人賞・備考 |
| ------ | ------ | -------------------------------- | ------------------------------------------ | --------------------------- | ------------------------ | --- |
| 第1回  | 2004年 | REAL男’S（茨城県）               |                                            |                             |                          | |
| 第2回  | 2005年 | 1up（岡山県）                    |                                            |                             |                          | |
| 第3回  | 2006年 | P-MAN（大阪府）                  |                                            |                             |                          | |
| 第4回  | 2007年 | Lightship（長野県）              |                                            |                             |                          | |
| 第5回  | 2008年 | Rooftop Port（東京都）           |                                            |                             |                          | |
| 第6回  | 2009年 | リアクション ザ ブッタ（埼玉県） |                                            |                             |                          | |
| 第7回  | 2010年 | The Fickle Casket（埼玉県）      |                                            |                             |                          | |
| 第8回  | 2011年 | Victory（佐賀県）                | the quiet room（茨城県）                   |                             | the quiet room（茨城県） | |
| 第9回  | 2012年 | ササクレ少女（大阪府）           | 柳葉魚（現SHISHAMO）（神奈川県）           | きゃとる（東京都）          | THE NUGGETS（千葉県）    | 【ベストボーカル賞】宮崎朝子（柳葉魚） |
| 第9回  | 2012年 | ササクレ少女（大阪府）           | Bit’s（東京都）                            | きゃとる（東京都）          | THE NUGGETS（千葉県）    | 【ベストボーカル賞】宮崎朝子（柳葉魚） |
| 第9回  | 2012年 | ササクレ少女（大阪府）           | 【ベストギター賞】加賀江要（ササクレ少女） | きゃとる（東京都）          | THE NUGGETS（千葉県）    | |
| 第9回  | 2012年 | ササクレ少女（大阪府）           | 【ベストベース賞】吉井夏鈴（ササクレ少女） | きゃとる（東京都）          | THE NUGGETS（千葉県）    | |
| 第9回  | 2012年 | ササクレ少女（大阪府）           | 【ベストドラム賞】鶴田小春（きゃとる）     | きゃとる（東京都）          | THE NUGGETS（千葉県）    | |
| 第10回 | 2013年 | the Village Papas（千葉県）      | Ru:kiss（北海道）                          | Red Score's（岐阜県）       | ゆーとぴあ（東京都）     | ゲストはSilent Siren。 |
| 第11回 | 2014年 | RebellioN（千葉県）              | ドコドコbot （東京都）                     | Baby-Adult（東京都）        |                          | |
| 第11回 | 2014年 | RebellioN（千葉県）              | DIRAIN（東京都）                           | Baby-Adult（東京都）        |                          | |
| 第12回 | 2015年 | みかづきも。（神奈川県）         | ↑STING-RAIN↓（千葉県）                     | ぱるらどーる。（東京都）    | UNKNOWN（静岡県）        | |
| 第12回 | 2015年 | みかづきも。（神奈川県）         | 青空サイダー（神奈川県）                   | ぱるらどーる。（東京都）    | UNKNOWN（静岡県）        | |
| 第13回 | 2016年 | DROP’s（東京都）                 | 初舞（千葉県）                             | 猫の手二度見（大阪府）      | carAbid（茨城県）        | ゲストはアイドルネッサンス、ANGRY FROG REBIRTH。オープニングアクトは灰色ロジック。                                                                                              |
| 第13回 | 2016年 | DROP’s（東京都）                 | 鏡花乱舞（東京都）                         | conana（茨城県）            | carAbid（茨城県）        | ゲストはアイドルネッサンス、ANGRY FROG REBIRTH。オープニングアクトは灰色ロジック。                                                                                              |
| 第14回 | 2017年 | プランクトン（愛知県）           | GROOVE RUPTION（神奈川県）                 | からあげべんとう（宮城県）  | monopolii（茨城県）      | ゲストはNight the Skyline。 |
| 第14回 | 2017年 | プランクトン（愛知県）           | みっくすじゅーす。（神奈川県）             | からあげべんとう（宮城県）  | monopolii（茨城県）      | ゲストはNight the Skyline。 |
| 第15回 | 2018年 | Shar Rock（東京都）              |                                            |                             |                          | 2018年8月9日に開催予定だったが台風のため大会は中止になった。11月11日にBRICKS HALLにて代替の選考会が行われ、優勝バンドのShar RockがCOUNTDOWN JAPAN 18/19 COSMO STAGEに出演した。 |
| 第16回 | 2019年 | OWl（東京都）                    | 屋台利用券X（大阪府）                      | 南無阿部陀仏（東京都）      | 南無阿部陀仏（東京都）   | ゲストはドラマストア、突然少年、sui sui duck。 |
| 第17回 | 2020年 | しゃれ茸。（千葉県）             | マグロニカン（東京都）                     | -                           | -                        | 新型コロナウイルス感染症（COVID-19）流行の影響によりオンラインでの開催、ROCK IN JAPAN FESTIVALは開催中止。                                                                      |
| 第17回 | 2020年 | しゃれ茸。（千葉県）             | マグロニカン（東京都）                     | -                           | -                        | パネンカ（神奈川県）がTEENS ROCK賞を受賞。 |
| 第18回 | 2021年 | RIP DISHONOR（高知県）           | 夕映（東京都）                             | COCOA CIGARETTE’S（福岡県） | -                        | 前年に続き、新型コロナウイルス感染症（COVID-19）流行の影響によりROCK IN JAPAN FESTIVALは開催中止。                                                                              |
| 第19回 | 2022年 | Maverick Mom（石川県）           | ヒカリバンド（沖縄県）                     | オトノモト（宮城県）        | トマテコシード（長野県） | 【ベストボーカル賞】南出大史（Maverick Mom） |
| 第19回 | 2022年 | Maverick Mom（石川県）           | ヒカリバンド（沖縄県）                     | オトノモト（宮城県）        | トマテコシード（長野県） | 【ベストギター賞】市川伸（トマテコシード） |
| 第19回 | 2022年 | Maverick Mom（石川県）           | ヒカリバンド（沖縄県）                     | オトノモト（宮城県）        | トマテコシード（長野県） | 【ベストベース賞】松島大蔵（Maverick Mom） |
| 第19回 | 2022年 | Maverick Mom（石川県）           | ヒカリバンド（沖縄県）                     | オトノモト（宮城県）        | トマテコシード（長野県） | 【ベストドラム賞】土井洸太朗（オトノモト） |
| 第19回 | 2022年 | Maverick Mom（石川県）           | ヒカリバンド（沖縄県）                     | オトノモト（宮城県）        | トマテコシード（長野県） | 【ベストキーボード賞】髙木結菜（痙攣） |
| 第20回 | 2023年 | 長崎友香（高知県）               | 25時間睡眠（埼玉県）                       | LOUD SPEAKER（沖縄県）      | LECO（東京都）           | 【ベストボーカル賞】長崎友香 |
| 第20回 | 2023年 | 長崎友香（高知県）               | 25時間睡眠（埼玉県）                       | LOUD SPEAKER（沖縄県）      | LECO（東京都）           | 【ベストギター賞】石井大樹（LECO） |
| 第20回 | 2023年 | 長崎友香（高知県）               | 25時間睡眠（埼玉県）                       | LOUD SPEAKER（沖縄県）      | LECO（東京都）           | 【ベストベース賞】千葉暁詠（Effects） |
| 第20回 | 2023年 | 長崎友香（高知県）               | 25時間睡眠（埼玉県）                       | LOUD SPEAKER（沖縄県）      | LECO（東京都）           | 【ベストドラム賞】林惇人（おどけ依る） |
| 第20回 | 2023年 | 長崎友香（高知県）               | 25時間睡眠（埼玉県）                       | LOUD SPEAKER（沖縄県）      | LECO（東京都）           | 【ベストキーボード賞】ノザキカエデ（２５時間睡眠） |
| 第21回 | 2024年 | クロムレイリー（沖縄県）         | Yukky（愛知県）                            | saisons（千葉県）           | 永世仏陀（埼玉県）       | 【ベストボーカル賞】木津さくら（琥萌レ日） |
| 第21回 | 2024年 | クロムレイリー（沖縄県）         | Yukky（愛知県）                            | saisons（千葉県）           | 永世仏陀（埼玉県）       | 【ベストギター賞】吉川雅人（28号） |
| 第21回 | 2024年 | クロムレイリー（沖縄県）         | Yukky（愛知県）                            | saisons（千葉県）           | 永世仏陀（埼玉県）       | 【ベストベース賞】岩倉雪那（シングルコイルシンドローム） |
| 第21回 | 2024年 | クロムレイリー（沖縄県）         | Yukky（愛知県）                            | saisons（千葉県）           | 永世仏陀（埼玉県）       | 【ベストドラム賞】知念陽香（クロムレイリー） |
| 第21回 | 2024年 | クロムレイリー（沖縄県）         | Yukky（愛知県）                            | saisons（千葉県）           | 永世仏陀（埼玉県）       | 【ベストキーボード賞】木津さくら（琥萌レ日） |
| 第22回 | 2025年 | AM4:25（神奈川県）               | 偶然のうたげ（愛知県）                     | NOAH ROSE（福井県）         | 1xone（静岡県）          | 【ベストボーカル賞】高橋桃花（AM4:25） |
| 第22回 | 2025年 | AM4:25（神奈川県）               | 偶然のうたげ（愛知県）                     | NOAH ROSE（福井県）         | 1xone（静岡県）          | 【ベストギター賞】古賀陽斗（エレクトロポップ） |
| 第22回 | 2025年 | AM4:25（神奈川県）               | 偶然のうたげ（愛知県）                     | NOAH ROSE（福井県）         | 1xone（静岡県）          | 【ベストベース賞】水野真衣（AM4:25） |
| 第22回 | 2025年 | AM4:25（神奈川県）               | 偶然のうたげ（愛知県）                     | NOAH ROSE（福井県）         | 1xone（静岡県）          | 【ベストドラム賞】佐々木明日香（偶然のうたげ） |
| 第22回 | 2025年 | AM4:25（神奈川県）               | 偶然のうたげ（愛知県）                     | NOAH ROSE（福井県）         | 1xone（静岡県）          | 【ベストキーボード賞】白川佳汰（VAnd-age） |

## TEENS ROCK IN HITACHINAKAから派生したTEENS ROCK
- TEENS ROCK IN HITACHINAKA 国民文化祭編

2008年11月2日、茨城県で国民文化祭が開催されたことを記念し、エキシビジョンとして開催。賞は設けず、ティーンズに限らず参加可能であった。ゲストは泉谷しげる。
- TEENS ROCK IN SHANGHAI

2010年8月8日、中国の5バンドと日本の5バンドが上海万博アジア広場にて演奏。